# Claea (mythologie)
Claea (en grec ancien Κλαῖα, Klaía) est une nymphe de la mythologie grecque.

Un de ses temples est mentionnée dans Description de la Grèce de Pausanias en ces termes :
Le mont Calathius fait partie du territoire de Gérénie. On y voit le temple de Clæa, et vers ce temple une grotte dont l'entre est étroite, mais l'intérieur mérite d'être vu. Alagonie est à trente stades de Gérénie, en remontant dans l'intérieur du pays.